# St.-Anschar-Kirche (Münsterdorf)

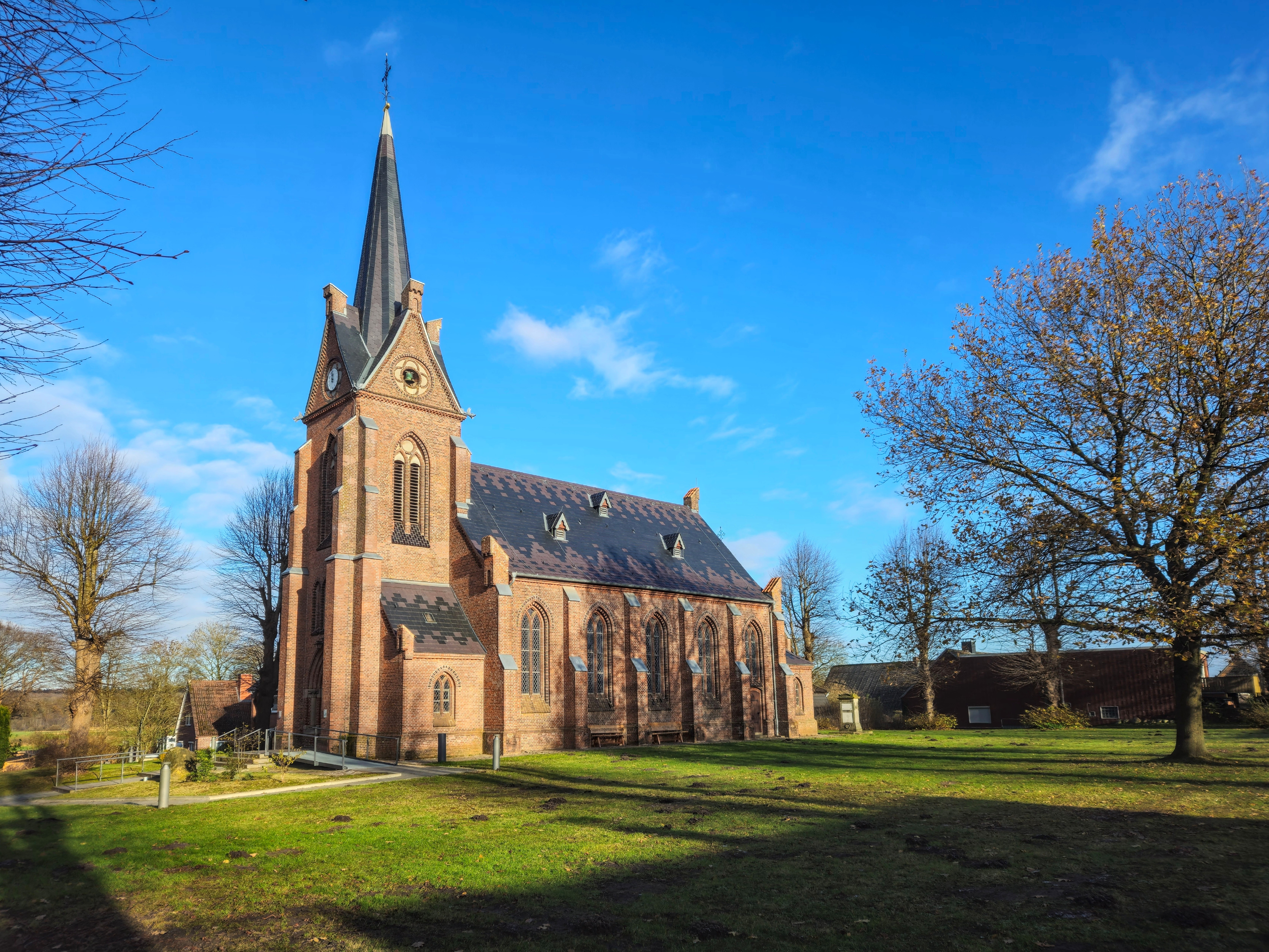
Die St.-Anschar-Kirche im Jahr 2023

Die evangelische St.-Anschar-Kirche ist eine neugotische Kirche in Münsterdorf im Kreis Steinburg (Schleswig-Holstein). Die Gemeinde gehört zum Evangelisch-Lutherischen Kirchenkreis Rantzau-Münsterdorf der Evangelisch-Lutherischen Kirche in Norddeutschland. Das Gebäude ist ein eingetragenes Kulturdenkmal.

## Geschichte
Die Kirche wurde nach Ansgar, dem Apostel des Nordens, benannt.
Das Vorgängergebäude von 1601 musste 1871 wegen Baufälligkeit abgebrochen werden. Im selben Jahr wurde die heutige Kirche fertiggestellt.
Der ehemalige Friedhof der Kirche wurde vor etlichen Jahren planiert. Die Grabmale des Hauslehrers Christian Friedrich Neugebauer aus der Zeit um 1800 und des Dichters Johann Gottwerth Müller aus Itzehoe von 1828 sind erhalten. Der derzeit genutzte Friedhof gehört zur Gemeinde.

## Ausstattung
- Die Orgel mit 12 Registern wurde um 1875 von der Orgelbaufirma Nagel aus Itzehoe aufgestellt.
- Die Kanzel ist mit den Figuren der Apostel Petrus, Andreas, Johannes, Thomas und Philippus geschmückt.
- Das Altarbild des Hochaltars ist eine Arbeit von Rudolf Nonnenkamp. Unter dem Altarbild steht Kommt zu mir alle, die ihr mühselig und beladen seid, ich will euch erquicken.
- Der Taufstein wurde aus der Vorgängerkirche übernommen. Die Taufschale ist mit der Darstellung der Taufe Jesu durch Johannes den Täufer verziert.
- Das Patronatsgestühl steht neben dem Taufstein, es gehörte den Grafen zu Rantzau und umfasst fünf Sitzplätze.
- Die Rantzautafeln befinden sich an der Rückwand des Gebäudes. Sie erinnern an eine Stiftung des Heinrich Rantzau und seiner Gattin Christine von Halle 1596. Der Text der einen Tafel lautet: An diesem Orte ... verordnet Heinrich Rantzau, königlicher Statthalter in dem Herzogtum Holstein, sollen auf dem Kirchhof neben dem Beinhaus zur Unterstützung fünfzig Armer Almosen ausgeteilt werden. Im Jahre des Herrn 1596, seines Alters 71, unter der Regierung Christians IV. von Dänemark und Norwegen. Auf der anderen Tafel ist zu lesen: Der du hier vorüberkommst, siehe, Wanderer, was ich jetzt bin. Was Du bist, das war ich und das wirst du auch bald werden. So werden wir alle sein, wenn uns der trotzige Tod dahingerafft hat. Lasst uns daher fromm leben, so lange es uns noch vergönnt ist.
- Eine Spendentafel an der Rückwand des Gebäudes erwähnt das Fräulein Anna Thode, die 1851 Geld für den Neubau stiftete.
- Von den drei vorhandenen Glocken musste im Ersten Weltkrieg die größte abgeliefert werden. Eine neue Glocke als Ersatz wurde 1934 angeschafft, sie trägt die Umschrift: Dem Vaterlande geopfert zur Wehr 1917. Wieder erstanden zu Gottes Ehr 1934. O Land, Land, Land, höre des Herrn Wort.
- Der Abendmahlskelch stammt noch aus der Vorgängerkirche.